# Каменец (Сосковский район)
Каменец — деревня в Сосковском районе Орловской области России.
Входит в состав муниципального образования Рыжковского сельского поселения.

## География
Расположена на левом берегу реки Крома севернее посёлка Новосёлки, находящегося на противоположном берегу реки.
Через деревню проходит просёлочная дорога идущая через мост в Новосёлки.

## История
По состоянию на 1927 год деревня принадлежала Астаховскому сельскому совету Сосковской волости Орловского уезда. Её население составляло 273 человека (136 мужчин и 137 женщины) при 50 дворах.

## Население
| 2010 |
| ---- |
| 9    |